# マダガスカル2
『マダガスカル2』（原題: Madagascar: Escape 2 Africa）は、2008年のアニメーション映画である。ドリームワークス作品。ニューヨークの動物園から逃げ出した動物たちが繰り広げるコメディで、『マダガスカル』の続編。日米ともに前作に続き、アレックス、マーティ、グロリア、メルマンなど、同じ声優が勢ぞろいした。
日本版では、大橋のぞみがCM出演した。また、本作からドリームワークスのアニメ映画の日本での配給元がアスミック・エースからパラマウント・ジャパンに変更された。
また、2012年に『マダガスカル3』が公開された。

## ストーリー
動物園から抜け出したものの、マダガスカル島にたどり着いてしまった前作の続き。壊れた飛行機をなんとか修理して、故郷ニューヨークを目指したものの、飛行機の燃料切れで墜落。なんとそこはアフリカ大陸のサバンナのど真ん中だった。動物園育ちのライオンのアレックス（ハンターたちに捕まるまでの幼少時はアラケイで、アレックスはニューヨークで命名された名前）、シマウマのマーティ、キリンのメルマン、そしてカバのグロリアの悪戦苦闘がまたしても始まった。

## 登場人物

### 主要人物
アレックス/アラケイ
本作の主人公。ライオン。幼い頃から戦いよりダンス好きな変わったライオンだった。幼い頃は「アラケイ」と呼ばれていたが、ハンターに捕まりそのままニューヨークに漂流して動物園に飼われてから「アレックス」と命名された。ニューヨークに帰る途中で生き別れになった両親と再会した。手の平に父譲りの模様がある。
マーティ
シマウマ。アレックスの親友。自分に見た目も声もそっくりな群れと出会ったことで、アレックスに間違われることもあり、それにより自信を失うも前作にアレックスに噛まれた跡のおかげでアレックスに見抜かれた。
メルマン
キリン。神経質で病気持ち。アフリカで医者を務める。幼い頃からグロリアに淡い恋心を抱いていたがなかなか伝えることができず、最後にその想いが届き、両想いになった。
グロリア
カバ。メンバーの紅一点。素敵な男性を探しており、モトモトと恋に落ちるも自分の外見しか見ない彼に愛想が尽き、メルマンの想いに気付いた。

### マダガスカル
キング・ジュリアン
マダガスカル島の王様。陽気でダンスが大好き。アレックスたちと共にニューヨークへ向かう途中でアフリカに墜落する。そこでも王様を気取るが失恋し、病気で死ぬと勘違いしたメルマンを慰める一面もある。
　モーリス
ジュリアンの執事。知的で思慮深い。
モート
　ジュリアンの付き添い。ジュリアンに置き去りにされ、彼を探すためにサメに追いかけられるがこれが後にアフリカを救うことになる。

### ペンギンズ
隊長
ペンギンズのリーダー。性格は軍人そのもの。飛行機を操縦してニューヨークにたどり着くはずが、誤ってアフリカに墜落してしまう原因を作った張本人。本作で彼女(人形)ができる。飛行機を直す部品を集める為に大量のジープを人間達から強奪したが、この行為が後の騒動の原因となってしまう。
新人
ペンギンズの見習い。本作でもオトリ役を任される羽目になる。
コワルスキー
ペンギンズの頭脳担当。メンバーで一番背が高い。
リコ
ペンギンズの肉体派。口から物を出す。

### アフリカ
ズーバ
　アレックス（アラケイ）の父で動物たちのボス。動物達からの信頼も厚く、ボスの座を下ろされた時は不服そうだった。ハンターに捕まった息子を助けるために片耳を撃たれる。当初はアレックスを息子だと気づいていなかったが、手の平の模様を見て息子だと気づく。
エスメラルダ
アレックスの母。大人になったアレックスを息子のアラケイだと気づいた。本名は劇中に出てこない。
マクンガ
本作の悪役。ボスの座を奪って群れを支配しようとしている。リーゼント風の立髪が特徴だが、性格も統一力も残念なので、動物達の信頼は皆無。一度アレックスを騙し、ボスになるも結局信頼を失い、本作の騒動の原因でもあるおばあちゃんに泥棒と勘違いされ、連れていかれた。
モトモト
ハンサムなカバ。グロリアと恋に落ちるが、グロリアの外見だけしか観ていないので、グロリアから見放されてしまう。

## 声の出演
| 役名               | 原語版                           | 日本語吹き替え |
| ------------------ | -------------------------------- | -------------- |
| アレックス         | ベン・スティラー                 | 玉木宏         |
| マーティ           | クリス・ロック                   | 柳沢慎吾       |
| グロリア           | ジェイダ・ピンケット＝スミス     | 高島礼子       |
| メルマン           | デヴィッド・シュワイマー         | 岡田義徳       |
| キング・ジュリアン | サシャ・バロン・コーエン         | 小木博明       |
| モーリス           | セドリック・ジ・エンターテイナー | 矢作兼         |
| モート             | アンディ・リクター               | 山口勝平       |
| ズーバ             | バーニー・マック                 | 稲葉実         |
| マクンガ           | アレック・ボールドウィン         | 山路和弘       |
| モトモト           | ウィル・アイ・アム               | 山寺宏一       |
| ペンギンズ隊長     | トム・マクグラス                 | 山崎弘也       |
| ペンギンズ新人     | クリストファー・ナイツ           | 柴田英嗣       |
| コワルスキー       | クリス・ミラー                   | 手塚秀彰       |
| リコ               | セリフ無し                       | 関貴昭         |
| メイソン           | コンラッド・ヴァーノン           | チョー         |
| エスメラルダ       | パス・ベガ                       | 堀越真己       |
| ナナ               | エリザ・ガブリエリ               | 定岡小百合     |
| 密猟者1            | ダニエル・オコナー               | 大友龍三郎     |
| 密猟者2            | スティファン・カーリン           | 成田剣         |
| 赤ん坊アレックス   | エミリー・ノードウィンド         | 大江哉徹       |
| 赤ん坊マーティー   | アスジナ・ジメネス               | 吉田涼         |
| 赤ん坊メルマン     | ザカリー・ゴードン               | 田川楓眞       |
| 赤ん坊グロリア     | ウィロー・スミス                 | 児玉萌々       |

## 評価
レビュー・アグリゲーターのRotten Tomatoesでは157件のレビューで支持率は64%、平均点は5.90/10となった。Metacriticでは25件のレビューを基に加重平均値が61/100となった。